# Обсада на Варна (1366)
Обсадата на Варна (1366) е сражение между българският гарнизон на града и войските на Амедей VI Савойски по време на савойския кръстоносен поход.
След превземането на крепостите Созопол, Русокастро и Месемврия, армията на Амедей VI се насочва към крепостта Аетос (дн. Айтос), но е отблъсната и миланския дук Антонио Висконти е пленен. На 25 октомври 1366 г. флотата на Амедей VI достига стените на крепостта Одесос (дн. Варна) и я обсажда. Нашествениците преприемат няколко атаки, които завършват без успех и нападателите понасят големи загуби.
Неуспехът на Амедей VI да превземе Варна го принуждава да прибегне към преговори с цар Иван Александър. Постигнато е споразумение да се разреши на Йоан V Палеолог да премине през българските земи и да предаде превзетите български крепости на византийците[ неясно? ], а граф Амедей VI да снеме обсадата на Варна.